# Melanochyla beccariana
Melanochyla beccariana är en sumakväxtart som beskrevs av Oliver. Melanochyla beccariana ingår i släktet Melanochyla och familjen sumakväxter. Inga underarter finns listade i Catalogue of Life.